# Syracosphaeraceae
A Syracosphaeraceae a Haptophytina Syracosphaerales csoportjának kládja.

## Történet
Lohmann írta le 1902-ben a Syracosphaerinaet,:89 és 4 nemzetséget sorolt ide (Pontosphaera, Scyphosphaera, Syracosphaera, Calyptrosphaera), majd Lemmermann 1903-ban módosította Syracosphaeridae névre.:30 1912-ben írta le Lohmann a Deutschlandia nemzetséget a Deutschlandia anthosszal, mely a Syracosphaera rokonának bizonyult, így Syracosphaera anthosra nevezte át Janin.:36, 38
A Pontosphaera és Scyphosphaera nemzetség később a Zygodiscales Pontosphaeraceae csoportjába került, míg a Calyptrosphaera a Coccolithales Calyptrosphaeraceae csoportjába, használták monomorf kaliptrolitképző fajok szemétkosár-nemzetségeként is, de a Syracosphaera szubjektív szinonimája is lehet.:28, 30, 86
A Syracosphaera nemzetséget 1977-ben módosították Gaarder és Heimdal, miután kimutatták, hogy a Syracosphaera histrica és a Syracosphaera pirus proximális kokkolitjai a S. pulchráéihoz hasonló szerkezetűek.:214

## Morfológia

### Kokkoszféra
Mozgó, kokkoszférái általában kidolgozottak, kétrétegűek és poláris kokkolitokkal rendelkeznek. Belső kokkolitjai állandó alakúak, többnyire murolitok középen lemezekkel és változó belső középső résszel (kaneolit). Külső kokkolitjai változékonyabbak, planolit, murolit és kirtolit is van köztük,:32, 34 vagy például a Syracosphaera halldalii esetén hiányozhatnak, vagyis egyhéjú.:50 Kokkolitjai törékenyebbek a Rhabdosphaeraceae kládéinál.:30 Kokkolitjai holo- és heterokokkolitok is lehetnek.:30
Egyes fajok ostor körüli vagy antapikális kokkolitjai erősen módosultak és kiemelkednek,:30 de az ezen alapuló osztályozás mesterséges lehet.:32 A S. lamina ostor körüli kokkolitjai nem rendelkeznek tüskével, és nem differenciáltak.:38
A belső kört V-, a külsőt R-egységek alkotják, és tüskeszerűen nyúlik ki a protokokkolit-gyűrű felé.:154 Egyes kokkolitokon, például a Syracosphaera molischii ostor körüli kokkolitjain négyfogású szimmetriájú kalix lehet.:46
Kizárólag a Syracosphaeraceae esetén ismert belső és külső kokkolitok közti ditekatizmus.:8 A külső kokkolitok módosult belső kokkolitok, de egyes esetekben ez kizárólag a külső héjak összehasonlításakor derül ki.:8 A kokkolit-polimorfizmus a Syracosphaeraceae, Rhabdosphaeraceae, Papposphaeraceae és Scyposphaera taxonokra korlátozódhatott.:9

#### Nemzetségközi különbségek
Megkülönböztethetők kokkolitjaikon kiemelkedésekkel rendelkező és nem rendelkező nemzetségei, de az ezen alapuló osztályozás mesterséges lehet.:32
A Calciopappus planolitjai aszimmetrikus gyűrű alakúak lehetnek az ostor körül, és a tüskék alapjai, és nincs minden fajnál ostor körüli kokkolit, míg a Michaelsarsia planolitjai középső központi nyílással és aszimmetrikus peremmel rendelkeznek, és oszteolitjai is lehetnek. Az Ophiaster csak test-, ostor körüli kokkolitokkal és oszteolitokkal rendelkezik.:30, 32, 34 A Syracosphaera általában kéthéjú, külső kokkolitjai változók, 1, 2 vagy 3 karimájúak lehetnek, a 2 karimájúak gyakran plakolitszerűek és test-, ostor körüli vagy antapikális kokkolitokká differenciálódhatnak.:36
Legtöbb faja holokokkolit-képző szakaszait korábban más fajként írták le.
A Michaelsarsia kokkoszféráin általában 3–4, egyenként 8–12 kokkolitból álló kiemelkedés van, az Ophiasterén 4–7 hosszú „oszteolitkar”. Az Ophiaster oszteolitjait kanál- vagy nyelvszerű végek kapcsolják össze. Egyes fajokban a héjon nagy üreg van.:116

#### Nehézségek
A morfológiai azonosítás nehezebb, mint a Rhabdosphaeraceae esetén: a legtöbb faj túl kicsi a megbízható krisztallográfiai elemzéshez. A pleokroizmust használva nem lehet könnyen kiszámítani kokkolitjai tömegét, mivel egyes kristályaik c-tengelye közel párhuzamos a mikroszkóp tengelyével, ezért sötétnek tűnhetnek a kokkolitok.

### Sejt
Hossza 14–26, szélessége 9 μm.
Felépítése a Prymnesiophyceae kládéra hasonlít. Meszes kokkolitjai és membránja közt szerves pikkelyek lehetnek, ostorszerkezetéből hiányozhatnak a szekunder mikrotubulus-csoportok, ahol más Prymnesiophyceae-fajokban 2 mikrotubulus-gyökér lehet. Tekercses haptonémájuk alapi részében 7, tengelyében 8 mikrotubulus van. Haptonémája alapja a két alapi test közt van.:208–210 Kétostorú,:207 de nincs 1-es és 2-es kristályos ostorgyökere.
2 kloroplasztisszal rendelkezik 3 tilakoidos lamellákkal és pirenoidokkal, köztük a mitokondriummal, a sejtmaggal és a Golgi-készülékkel, továbbá 2 alapi teste és perifériás és a haptonémához kapcsolódó endoplazmatikus retikuluma is van, utóbbi gyűrű alakú. Kokkolitjait vezikulumokban állítja elő.:209–213:111
Energiáját különböző méretű olajcseppekben tárolja.:111

## Élőhely
Gyakori magas tápanyagtartalmú és sejtsűrűségű, alacsony hőmérsékletű és diverzitású környezetekben télen és kora tavasszal. Gyakori kokkolitképzők a jelenkori tengerekben.

## Életciklus
Haplodiplonta, általában diploid állapotában termel hetero-, és haploid állapotában holokokkolitokat. Utóbbiak egyszerű kis romboéderes kristályokból állnak, morfológiailag eltérnek a heterokokkolitoktól, és gyakran külön fajokba sorolták.
Életciklusa során mindig mozgó állapotú.:30

## Evolúció
Legkésőbb a krétában alakult ki Tanzániából előkerült kokkoszféra-fosszíliák alapján.:154, 159 Feltehetően az egyik legerősebb tafonómiai torzítást mutató recens taxon, mivel kokkolitjai kicsik és törékenyek.:161

## Nemzetségek

### Élő nemzetségek
Az alábbi élő nemzetségek tartoznak ide:
- Calcioconus J. Schiller 1925[* 1][15]:373
- Calciopappus Gaarder et Ramsfjell 1954
- Caneosphaera Gaarder 1977
- Coronosphaera Gaarder 1977
- Cricosphaera Braarud 1960
- ?Deutschlandia Lohmann 1912[* 2]
- Halopappus Lohmann 1912
- Lohmannosphaera Schiller 1913
- Michaelsarsia Gran 1912
- Ophiaster Gran 1912
- Syracosphaera Lohmann 1902

Fosszíliáit gyakran a Syracosphaera nemzetséghez rendelik.:30

### Kihalt nemzetségek
Az alábbi kihalt nemzetségek tartoznak ide:
- Calliptrosphaerites
- Lacrymasphaera

## Genetika
Csak 2 faját tenyésztették eddig, így genetikai diverzitása jószerével ismeretlen. Nagy, sokszínű szekvenciakládot alkot. A Syracosphaera három csoportja, a S. pulchra-, a S. nodosa- és a S. molischii-formacsoportok nagyjából megfelelnek a genetikai fajcsoportoknak.
A 18S rRNS-OTU-k kisebb, a 28S rRNS-OTU-k nagyobb változatosságot mutatnak a valósnál a Rhabdosphaeraceae esetén.

## Fordítás
Ez a szócikk részben vagy egészben  a   Syracosphaeraceae című angol Wikipédia-szócikk ezen változatának fordításán alapul.  Az eredeti cikk szerkesztőit annak laptörténete sorolja fel. Ez a jelzés csupán a megfogalmazás eredetét és a szerzői jogokat jelzi, nem szolgál a cikkben szereplő információk forrásmegjelöléseként.